# Salisbury (comté de Herkimer, New York)
Pour les articles homonymes, voir Salisbury.
Salisbury est une ville située dans le comté de Herkimer, dans l'État de New York, aux États-Unis,. En 2010, elle comptait une population de 1 958 habitants.

## Démographie
Lors du recensement de 2010, la ville comptait une population de 1 958 habitants. Elle est estimée, en 2014, à 1 921 habitants.